# Dear Eleanor
Pour plus de détails, voir Fiche technique et Distribution.
Chère Eleanor (Dear Eleanor) est un film américain réalisé par Kevin Connolly, sorti en 2016 mettant en vedette Isabelle Fuhrman, Josh Lucas, Liana Liberato, et Jessica Alba. Écrit par Cecilia Contreras et Amy Garcia, c'est l'histoire de deux meilleures amies voyageant à travers les États-Unis en 1962 à la recherche d'Eleanor Roosevelt. Le film a été produit par la société de production Appian Way créée par Leonardo DiCaprio.

## Synopsis
En 1962, dans l'ombre de la Crise des missiles de Cuba, deux meilleures amies, Max (Isabelle Fuhrman) et Ellie (Liana Liberato) décident de quitter leur patelin rural pour partir à la recherche de l'ex Première dame des États-Unis, Eleanor Roosevelt.
S'enfuyant en douce dans la décapotable bleue du père d'Ellie, Bob (Luke Wilson) elles se lancent dans un voyage à travers le pays qui va mettre à l'épreuve leur amitié pour la première fois. Sur leur chemin, elles tombent sur Frank Morris, un criminel américain qui s'est échappé de la prison fédérale de haute sécurité d'Alcatraz.

## Fiche technique
- Titre original : Dear Eleanor
- Titre français : Chère Eleanor[réf. nécessaire]
- Réalisation : Kevin Connolly
- Scénario : Cecilia Contreras, Amy Garcia
- Direction artistique : Chase Harlan et Jeff Wallace
- Décors : Jill McGraw
- Costumes : Justine Seymour
- Photographie : Steven Fierberg
- Son :
- Montage : Jim Flynn
- Musique : Aaron Zigman
- Casting : Mary Vernieu et Michelle Wade Byrd
- Production : Caleb Applegate, Chuck Pacheco et Hillary Sherman
- Sociétés de production : Nine Nights
- Société de distribution :

États-Unis : Destination Films
France : Sony Pictures Home Entertainment
- Budget :
- Pays de production :  États-Unis
- Langue originale : Anglais
- Format : Couleur - son Dolby Digital
- Genre : Comédie
- Durée : 89 minutes
- Dates de sortie au cinéma : 
  - France : 4 juillet 2016 (VOD)
  - États-Unis : 5 juillet 2016

## Distribution
- Isabelle Fuhrman : Max
- Liana Liberato : Ellie Potter
- Jessica Alba (VF : Barbara Delsol) : Daisy, tante de Max
- Josh Lucas : Frank Morris
- Ione Skye : Charlotte
- Luke Wilson : Bob Potter, père d'Ellie
- Patrick Schwarzenegger : Bud
- Joel Courtney : Billy
- Paul Johansson : Hugh
- Claire van der Boom : Caroline Potter

## Production
Chuck Pacheco, Hillary Sherman et Caleb Applegate ont produit le film, dont le tournage a commencé dans le Comté de Boulder, Colorado le 14 Mai 2013. Le tournage a eu lieu dans le Centre-ville de Denver.

## Sortie
Le film a été diffusé sur la vidéo à la demande et DVD le 5 juillet 2016.